# Bipora trinodata
Bipora trinodata är en mossdjursart som beskrevs av Lu 1991. Bipora trinodata ingår i släktet Bipora och familjen Biporidae. Inga underarter finns listade i Catalogue of Life.